# Oskar Weissbach
Oskar Weissbach, född den 20 juni 2000, är en svensk innebandysspelare som spelar för schweiziska klubben HC Rychenberg Winterthur och svenska landslaget.
Weissbach har bland annat tagit två SM-silver och har med det svenska landslaget tagit ett VM-silver 2024 och vunnit guld i World Games år 2025.